# Евророма
Политическо движение „Евророма“ е българска политическа партия с лидер Цветелин Кънчев, обединяваща правата и интересите на циганите в България.

## История
Партията е основана на 12 декември 1998 г.

## Цели и задачи
- Образование за всички деца от социално слаби семейства, независимо от етническия им произход.
- Гарантиран достъп до здравни услуги
- Трудова заетост и осигуряване на доходи
- Заемане на достойно място във всички нива на държавната власт
- Консолидация на гражданското общество в Република България и Европейския съюз
- Представителство на членовете на „Евророма“ във всички структури на Европейския съюз

## Структура

### Политическия съвет
- Цветелин Цанов Кънчев – председател
- Борис Николаев Аргиров
- Васко Рачов Михайлов
- Мария Георгиева Краева – касиер
- Павел Владимиров Илиев
- Райко Александров Живков – заместник-председател
- Рая Рачева Димитрова
- Росен Иванов Пешев – главен секретар
- Стоян Димитров Петришки
- Януш Калоянов Йорданов

### Областни координатори
- Област Благоевград – Мирослав Ангелов Малинов
- Област Бургас – Румен Василев Чолаков, Атанас Сашев Маринов
- Област Варна – Васил Георгиев Алексиев
- Област Враца – Милен Нейков Гайдарски
- Област Добрич – Милен Радославов Башев
- Област Кюстендил – Рая Рачева Димитрова
- Област Монтана – Борис Георгиев Владов, Данаил Найденов Георгиев
- Област Пазарджик – Борислав Василев Даскалов
- Област Перник – Борислав Методиев Димитров
- Пловдив град – Румен Щерев Рашков
- Област Русе – Стефан Василев Петров
- Област Силистра – Ахмед Шефудинов Аптиев
- Област Сливен – Илия Боянов Рангелов
- Област София – Росен Иванов Пешев
- Софийска област – Александър Христов Методиев
- Област Стара Загора – Слави Атанасов Йорданов, Борис Георгиев Димитров, Любен Митков Панев, Юсеин Махмуд Ахмед, Димитър Кирилов Помаков
- Област Търговище – Ахмед Мустафов Мустафов
- Област Хасково – Митко Илиев Минков
- Област Ямбол – Маньо Дженков Стоянов

## Избори
На парламентарните избори през 2001, те участват като част от коалицията ДПС (ДПС - Либерален съюз - Евророма), със Движенито за права и свободи.
На парламентарните избори в България през 2005 г. партията получава 45 637 гласа (1,3%) – не влиза в парламента, но получава държавни субсидии, предвидени за партиите, надхвърлили 1%.
Преди изборите скандално известният попфолк певец Азис е избран за почетен председател на партията, оглавява партийната комисия по култура, водещ е в листите на партията във Варна и изявява желание да е министър на културата.